# Підлісне (Павлоградський район)
Підлі́сне — село в Україні, у Вербківській сільській громаді Павлоградського району Дніпропетровської області. Населення за переписом 2001 року становить 36 осіб.

## Географія
Село Підлісне знаходиться на правому березі річки Самара, вище за течією на відстані 2 км розташоване село Кочережки, нижче за течією на відстані 2,5 км розташоване село Василівка (Самарівський район).